# سائو سالوادور دو موندو (دماغه سبز)
سائو سالوادور دو موندو (پرتغالی: São Salvador do Mundo) یک منطقهٔ مسکونی در دماغه سبز است که در جزایر سوتاونتو واقع شده‌است.